# Lanová dráha v Zoo Praha
Visutá sedačková lanová dráha v Zoo Praha se nachází uvnitř areálu zoologické zahrady v dolní části pražské Troji (obvod Praha 7, městská část Praha-Troja). Poprvé byla uvedena do provozu v srpnu 1977. Je nejkratší lanovou dráhou v České republice.

## Historie

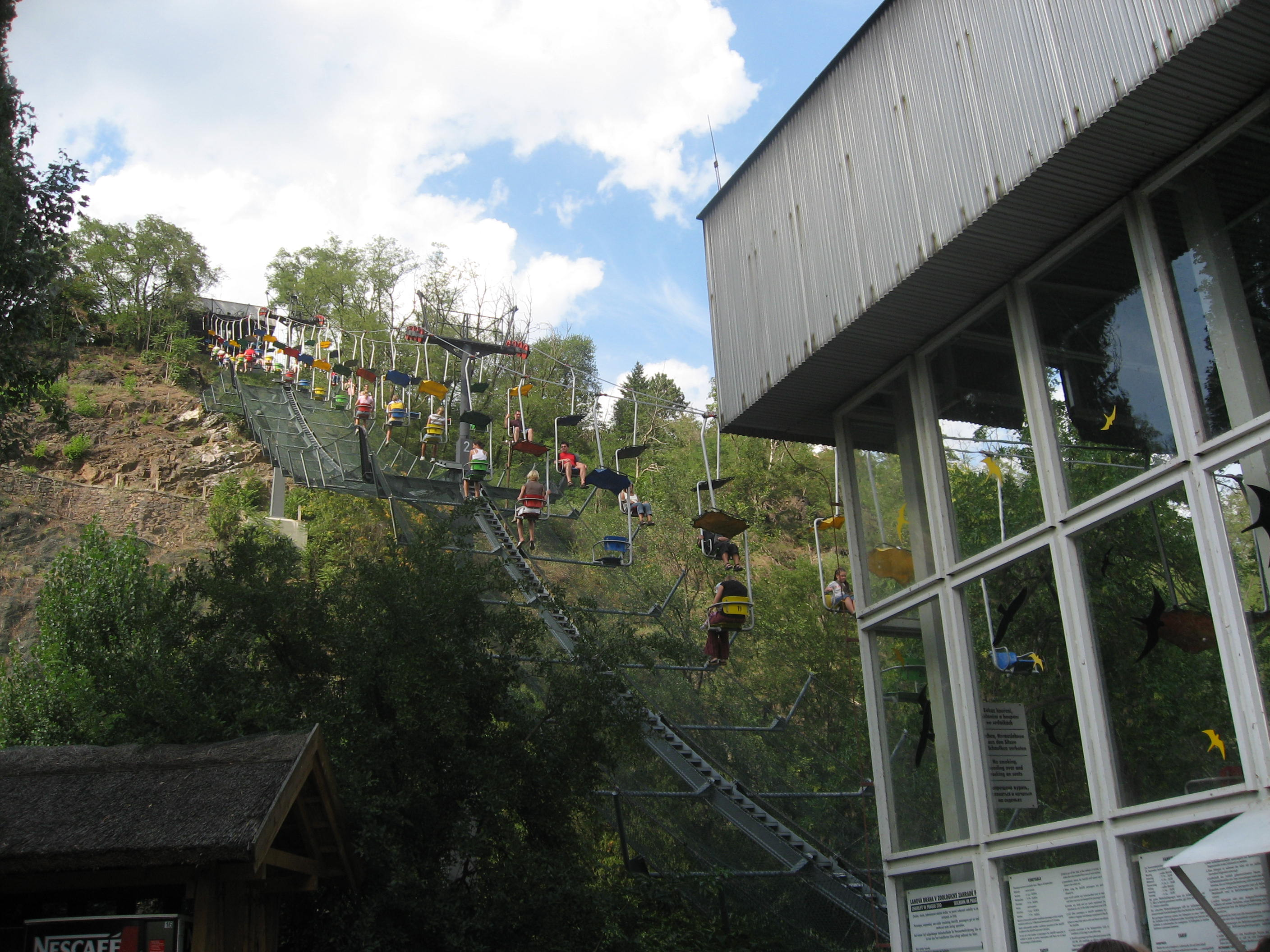
Lanová dráha v Zoo Praha

V záměru z roku 1964, podle nějž měly být postaveny v zoo tři lanovky (druhá měla vést po obvodu zoo a třetí přes Vltavu k výstavišti), byla tato stavba označována jako Dětská lanová dráha. Horní stanice měla nést název nedaleké bývalé viniční usedlosti Černohouska, dolní stanice byla navržena k dětskému koutku. Projektový záměr byl dokončen v roce 1966, projekt technologie v roce 1968. Stavební povolení vydal v roce 1972 odbor výstavby ONV v Praze 7. V roce 1976 ONV v Praze 7 stavební povolení zrušil pro nepříslušnost, nové stavební povolení vydal téhož roku odbor dopravy Národního výboru hl. m. Prahy. Byly uděleny výjimky z nových technických norem např. pro rychlost jízdy, interval sedaček, nouzový pohon atd. Roku 1977 dostala lanovka příslušná osvědčení a na základě „Povolení k zahájení provozu“ ze dne 5. srpna 1977 byl 14. září 1977 zahájen provoz.
Lanovka byla vybudována v letech 1972–1977. Stavební část budovaly Vodní stavby Praha, technologickou část (samotnou lanovou dráhu, která byla vyrobena již v roce 1970) Transporta Chrudim.
Vlastníkem dráhy byla Zoo Praha, původním provozovatelem byl Středočeský park kultury a oddechu.
31. srpna 1978 byl po namátkové kontrole provedené pracovníky technického dozoru federálního ministerstva dopravy provoz lanovky kvůli závažným nedostatkům zastaven. Bylo například zjištěno, že nebyl ustanoven náčelník lanové dráhy, chyběla revizní kniha lanové dráhy a technická dokumentace zdvihacího zařízení a pracovníci lanové dráhy neměli doklady o zkouškách.
Od 1. července 1981 byl po přestavbě a odstranění některých stavebně-technických nedostatků provoz obnoven, provozovatelem je od té doby Dopravní podnik hl. m. Prahy a. s. V roce 1983 byla dráha z důvodu zjednodušení řízení a správy majetkově převedena pod Dopravní podnik.
Při povodni v srpnu 2002 voda z Vltavy v dolní stanici dosahovala až do výše 7,1 metru. Po povodni bylo zcela vyměněno elektrické zařízení lanovky. Nové vybavení umožňuje snížit rychlost při nástupu osob se sníženou pohyblivostí. Zároveň bylo instalováno ozvučení lanovky.
V roce 2010 byla lanovka převedena z vlastnictví Dopravního podniku hl. m. Prahy na Zoo Praha, Dopravní podnik však zůstal jejím provozovatelem. Po ukončení letní sezóny 2010 byla zahájena generální oprava, ta však nenarušila letní sezónu 2011, po níž byla dokončena.
Od roku 1981 měla v rámci Dopravního podniku hl. m. Prahy lanovku ve správě eskalátorová služba závodu Metro, v roce 2008 byla tato sedačková lanovka organizačně zařazena pod lanovou dráhu Petřín, která spadá pod organizační jednotku Provoz Tramvaje.

## Technické parametry

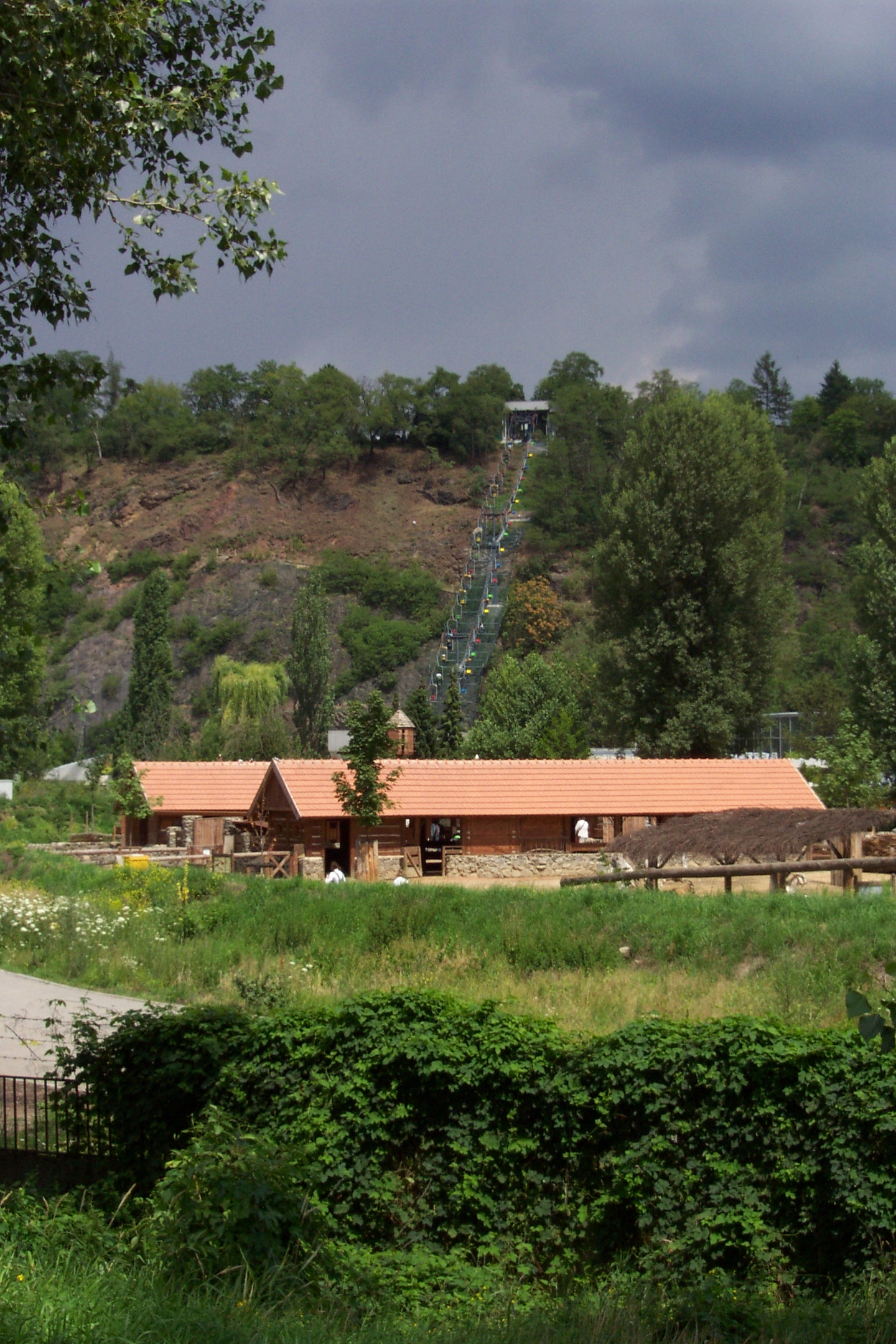
Celkový pohled

Šikmá (skutečná) délka trati je 105,9 m, převýšení 50,1 m, průměrný sklon 28° 12´ (537 ‰). Dolní stanice je ve výšce 181 m n. m., horní 231 m n. m.
Lanovka má 4 podpěry (sloupy) a 60 jednomístných sedaček umístěných v rozestupech 4,25 metru. Dopravní rychlost je 0,85 m/s (3,06 km/h), doba jízdy 2 minuty a 16 sekund, interval mezi sedačkami 5 sekund, přepravní kapacita 720 osob/h. Pohon je umístěn v dolní stanici.

## Počet přepravených osob
Více než dvacet let držel rekord v počtu přepravených rok 1988, kdy bylo svezeno 288 000 osob. Pak klesla návštěvnost zoo, a také využití lanovky, a to až k 90 229 v roce 1996, což bylo historicky nejnižší číslo za celou sezonu. Od roku 1997 opět počet cestujících pozvolna roste, v roce 2000 na téměř 150 000, v roce 2005 bylo zaznamenáno 240 239 cestujících za sezónu, kdy na jeden provozní den připadalo 1834 cestujících. V roce 2011 padl nový rekord v počtu přepravených osob: 313 257 osob. Další rekordy přišly v letech  2017 (přepraveno 330 211 lidí) a 2018 (aktuální rekord 330 970 osob). V roce 2019 se lanovkou svezlo 238 264 osob.
Pětimiliontý cestující byl přivítán v červenci 2009, sedmimiliontý v roce 2016, osmimiliontý v roce 2019 (15. 8.).

## Rozsah provozu
Lanovka jezdí pouze za příznivých povětrnostních podmínek. Dříve jezdila od konce března do konce října, a to od května do září denně, v dubnu a v říjnu denně mimo pondělí. V roce 2015 je provozní sezona od 14. března až do 3. ledna 2016, přičemž v březnu, dubnu, říjnu, listopadu a prosinci nejezdí v pondělí, o vánočních svátcích a na přelomu roku platí zvláštní úprava provozní doby.
Provozní doba začíná vždy v 9:30, končí podle ročního období mezi 16:00 a 18:30.

## Jízdné
Přestože lanovku provozuje dominantní provozovatel sítě městské hromadné dopravy, tato lanovka není součástí městského dopravního systému a neplatí na ní žádné jízdenky Pražské integrované dopravy ani zaměstnanecké jízdenky dopravce.

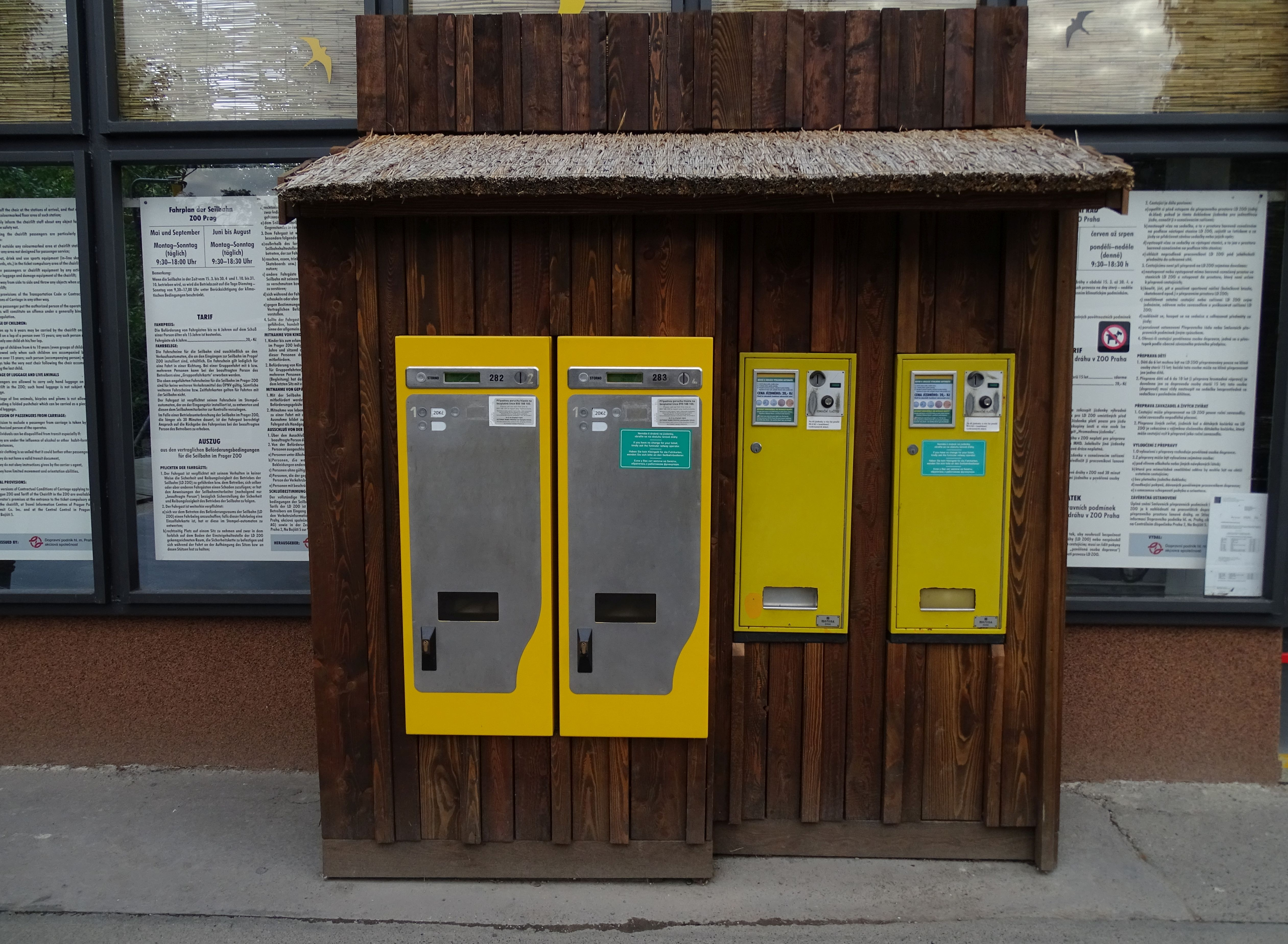
Staré automaty typu Merona (vpravo)

Jízdenky lze zakoupit pouze vhozením mincí do prodejních automatů u horní i dolní stanice lanovky.
Od roku 1981 bylo jízdné 2 Kčs (děti 1 Kčs), v devadesátých letech bylo zvýšeno postupně na 5 a 10 korun, v roce 2008 bylo vstupné 15 Kč, od roku 2009 bylo pro osoby starší 6 let jednotné jízdné 20 Kč, děti do 6 let byly přepravovány zdarma. V roce 2020 stála jízdenka pro dospělého člověka i dítě 25 Kč. Samozřejmě je nutné splnit i podmínky pro vstup do zoologické zahrady, jejíž vstupné je několikanásobně vyšší.
V roce 2018 byly automaty Merona a děrovací označovače jízdenek typu MOC vyměněny a nahrazeny novými automaty a validátory od firmy Mikroelektronika.

## Zajímavosti
V roce 1988 si lanovka zahrála v českém filmu Zvířata ve městě.